# 法蘭克·麥瑞爾
法蘭克·道·麥瑞爾（英語：Frank Dow Merrill，1903年12月4日—1955年12月11日），是一位生於美國麻薩諸塞州的美國陸軍少將。他在史迪威將軍的指揮下建立麥瑞爾突擊隊參加緬甸戰役；該部隊日後發展為美國陸軍第75游騎兵團。

## 生平

### 早年生涯
麥瑞爾在1929年畢業於西點軍校；此外，他也曾就讀於麻省理工學院軍事工程系。此後，他曾在美國駐中國及日本大使館任職。1941年，軍階少校的麥瑞爾在馬尼拉擔任麥克阿瑟將軍（簡稱「麥帥」）的情報官；在珍珠港事變爆發後，他即被麥帥派往中國－緬甸－印度戰場（CBI Theater of Operations）。

### 中國戰場
1943年，麥瑞爾官拜准將，並出任中國戰區參謀長史迪威將軍（Gen. Joseph W. Stilwell）麾下作戰參謀，受命組織「第五三○七臨時混合支隊」（即「麥瑞爾突擊隊」，簡稱「麥支隊」）；該部隊之成員大多為召募自巴拿馬、千里達、瓜地馬拉等地之富有森林作戰訓練的志願兵，其任務為滲入緬甸日軍後方切斷其供應與交通，同時協助美軍工兵部隊修復已被敵軍切斷的滇緬公路。

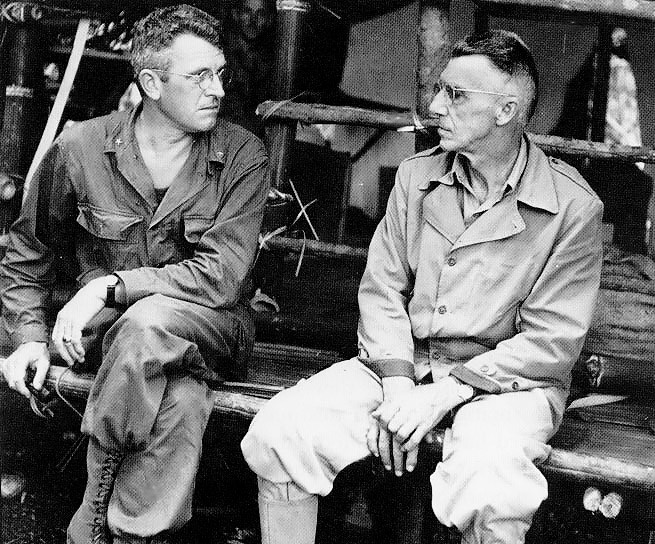
史迪威(右)與麥瑞爾在緬甸會面

1944年2月下旬，史迪威派遣麥支隊同國民革命軍（簡稱「國軍」）部隊進攻瓦魯班；麥支隊負責滲入日軍後方破壞其後勤系統，國軍部隊則在前方和日軍進行正面作戰。
此後，麥支隊曾參與三十餘次大小戰役；其中，最為艱巨者為密支那戰役，該次戰役也是其緬甸戰役中最後一次行動。在密支那戰役中，麥瑞爾將軍因其昔過去在駐日期間曾患心臟病，戰時又飽受熱帶疾病侵襲，於是被緊急送回後方療養。後來，麥支隊因長期征戰傷亡慘重，且剩餘人數不到五百，於是奉命退出戰場。

### 1945年至過世
1945年，麥瑞爾將軍於療養復原後調任第十軍團參謀長駐紮於硫磺島。戰後，麥瑞爾將軍又在駐菲律賓美軍顧問團擔任重要職務。1948年，麥瑞爾以少將軍階退役還鄉。此後，他在新罕布夏州出任公路局長；但是，由於其戰時所患疾病嚴重影響其健康情況，他在1955年即過世。